# Devils & Dust (Album)
Devils & Dust ist das dreizehnte Studioalbum des US-amerikanischen Rocksängers Bruce Springsteen. Nach Nebraska und The Ghost of Tom Joad ist es sein drittes reines Folk-Album. In Europa wurde es am 25. April 2005 veröffentlicht.

## Allgemeines
Der Titelsong handelt von einem Soldaten im Krieg. Es ist anzunehmen, dass es sich um einen amerikanischen Soldat im Irakkrieg handelt. Die meisten Songs haben aufgewühlte Seelen zum Thema. Wie schon bei den Alben Nebraska und The Ghost of Tom Joad ließ sich Springsteen vom amerikanischen Westen inspirieren. Ein weiteres Thema des Albums sind die Beziehungen zwischen Müttern und ihren Kindern und steht damit im Gegensatz zu früheren Springsteen Motiven, wo der Fokus auf Vater-Sohn-Beziehungen lag.
Der Titel Reno beschreibt in anschaulichen Details eine sexuelle Begegnung mit einer Prostituierten, während in Long Time Comin das Wort „fuck“ vorkommt. Springsteen erklärte, dass Reno von einem Mann erzählt, der seine Verzweiflung über eine verlorene Frau nicht mit einer Prostituierten besiegen kann und dass der Ausdruck „fuck“ in Long Time Comin nicht negativ, sondern als positive Affirmation verstanden werden soll („I ain’t gonna fuck it up this time“).
Das letzte Stück Matamoros Banks erzählt rückwirkend und zeigt die Gedanken eines sterbenden Immigranten, der die Grenze nach Mexiko überquert. Es scheint, als ob die Geschichte aus dem Song Across the Border vom Album The Ghost of Tom Joad hier fortgesetzt wird.
Mit Erscheinen des Albums startete auch die Devils & Dust Tour.

## Auszeichnungen
Springsteen erhielt für das Album fünf Grammy-Award-Nominierungen, drei für den Song Devils & Dust. Gewinnen konnte er aber nur einen Grammy in der Kategorie Beste Solo-Gesangsdarbietung – Rock.

## Titelliste
Alle Songs wurden von Bruce Springsteen geschrieben.
1. Devils & Dust – 4:58
2. All the Way Home – 3:38
3. Reno – 4:08
4. Long Time Comin’ – 4:17
5. Black Cowboys – 4:08
6. Maria’s Bed – 5:35
7. Silver Palomino – 3:22
8. Jesus Was an Only Son – 2:55
9. Leah – 3:32
10. The Hitter – 5:53
11. All I’m Thinkin’ About – 4:22
12. Matamoras Banks – 4:00

### Bonus-DVD
Die in der erweiterten Fassung der Ausgabe enthaltene Bonus-DVD beinhaltet die Titel Devils & Dust, Long Time Comin’, Reno, All I’m Thinkin’ About und Matamoras Banks als gefilmte akustische Aufnahmen, die Springsteen im Stil von Nebraska alleine auf einem Stuhl spielt. Vor den einzelnen Videos sind jeweils kurze persönliche Einleitungen des Künstlers vorgeschoben.